# Четворојеванђеље манастира Слепче
Четворојеванђеље манастира Слепче је српски средњовековни рукопис из 15. века.
Рукопис потиче из манастира Слепче код Прилепа, где је пронађен крајем 18. века. Књига је писана на хартији и у себи садржи четворојеванђеље Теофилактове редакције.
Садржи минијатуре на којима се налази портрет аутора. Поређењем са фрескама манастира Свети Прохор Пчињски, цркве Светог Петра и Павла у Орлици и испосници светог Григорија у манастиру Горњак, указује да су дело истог аутора у времену око 1490. године. У неким изворима као година настанка наводи се 1548. година.
Књига има 266 листа увезана у дебеле дрвене корице превучене платном, а одозго кожом, а рукопис је полуустав прве половине 16. века.
Мастило којим је писано је кестењасте боје. Цинобар се употребљује доста често. Њиме се пишу наслови, почетна слова сваког одељка, примедбе и упутства за употребу књиге. Књига је подељена на свеске, по 8 листа у свакој, а на сваком листу 24 реда текста. У почетку и на крају сваке свеске, доле, постављен je њен број. Према томе је свих свезака било 34. Из прве су изгубльена три листа. Последња свеска броји пет листова.
Године 1979. проглашена је ретком књигом од изузетног значаја. 
Књига се данас чува у Црквено-историјском музеју у Софији. 